# Symploka
Symploka je stylistická figura, spojení více opakovacích figur v jedné větě nebo souvětí. Je to kombinace anafory a epifora. Název symploka je odvozen z řeckého slova, které znamená "promíchávající se".

## Příklad
- Co je největším štěstím hlupáka? Peníze.
- Co láká ještě i moudrých? Peníze.